# Santa Fe, Leyte

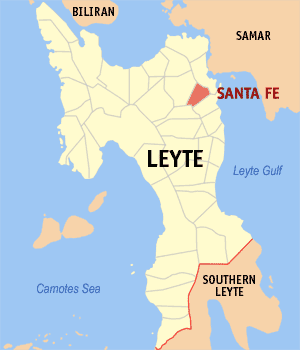
Bản đồ Leyte với vị trí của Santa Fe

Santa Fe là một đô thị hạng 5 ở tỉnh Leyte, Philippines. Theo điều tra dân số năm 2000, Santa Fe có dân số 15.042 người trong 2.899 hộ.

## Các đơn vị hành chính
Santa Fe được chia ra 20 barangay.
| - Baculanad - Badiangay - Bulod - Catoogan - Katipunan - Milagrosa - Pilit - Pitogo - Zone 1 - Zone 2 | - Zone 3 - San Isidro - San Juan - San Miguelay - San Roque - Tibak - Victoria - Cutay - Gapas - Zone 4 Pob. (Cabangcalan) |